# Henry Mulholland (2e baron Dunleath)
Henry Lyle Mulholland, 2e baron Dunleath (30 janvier 1854-22 mars 1931), est un pair conservateur irlandais.

## Biographie
Il est le deuxième fils de John Mulholland, 1er baron Dunleath et de Frances Louisa Lyle (décédée en 1909). Son frère aîné est Andrew Walter Mulholland, décédé sans descendance à 24 ans en 1877.
Sa mère est une fille de Harriet Cromie (une fille de John Cromie) et Hugh Lyle de Knocktarna dans le comté de Londonderry. Son père est le fils aîné d'Elizabeth MacDonnell (une fille de Thomas MacDonnell de Belfast) et lord-maire de Belfast Andrew Mulholland de Ballywalter Park. La famille Mulholland occupait une place importante dans l'industrie du coton et du lin en Irlande .
Il est haut shérif de Down en 1884. L'année suivante, il est élu à la Chambre des communes britannique pour Londonderry North, un siège qu'il occupe jusqu'aux élections générales de 1895. Plus tard cette année-là, il succède à son père dans la baronnie et entre à la Chambre des lords.

## Vie privée
En 1881, Lord Dunleath épouse Norah Louisa Fanny Ward, la seule fille survivante de Somerset Richard Hamilton Augustus Ward (cinquième fils d'Edward Ward, 3e vicomte Bangor), et de son épouse Norah Mary Elizabeth Hill (fille unique de George Hill, cinquième fils d'Arthur Hill (2e marquis de Downshire)). Ensemble, ils ont cinq enfants, quatre fils et une fille, dont:
- Andrew Edward Somerset Mulholland (1882–1914), qui épouse Hester Joan Byng (1888–1976), cinquième fille du révérend Francis Byng (5e comte de Strafford), en 1913. Il est tué au combat pendant la Première Guerre mondiale
- Eva Norah Helen Mulholland (1884–1972), qui épouse le capitaine John Vernon Saunderson, un fils d'Edward James Saunderson, député.
- Charles Henry George Mulholland, 3e baron Dunleath (1886-1956), qui épouse Sylvia Henrietta Brooke, fille aînée de Arthur Douglas Brooke, 4e baronnet, en 1920. Après sa mort en 1921, il épouse Henrietta Grace D'Arcy, deuxième fille de Charles D'Arcy (en), archevêque d'Armagh et primat de toute l'Irlande[1].
- Henry Mulholland (1er baronnet) (1888–1971), qui est président de la Chambre des communes d'Irlande du Nord et est créé baronnet en 1945[2].
- Godfrey John Arthur Murray Lyle Mulholland (1892–1948), qui épouse Olivia Vernon Harcourt, fille de Lewis Harcourt (1er vicomte Harcourt) et Mary Harcourt, vicomtesse Harcourt. Olivia est dame de la chambre à coucher de la reine Elizabeth la reine mère[3].

Lord Dunleath meurt le 22 mars 1931, âgé de 77 ans, et est remplacé dans la baronnie par son deuxième fils Charles. Lady Dunleath est décédée en 1935.
Par son deuxième fils, il est le grand-père de Charles Mulholland (4e baron Dunleath) (1933–1993).